# Jean-Marie-Anselme Lablatinière
Jean-Marie-Anselme Lablatinière, né le 22 mars 1829 à Lyon et mort le 28 juin 1891  à Saint-Cyr-au-Mont-d'Or, est un architecte français.

## Biographie
Jean-Marie-Anselme Lablatinière étudie à l'école des beaux-arts de Lyon puis à l'école des beaux-arts de Paris, atelier Labrouste.

## Réalisations
Il réalise les travaux d'architecture suivants :
- à Lyon :

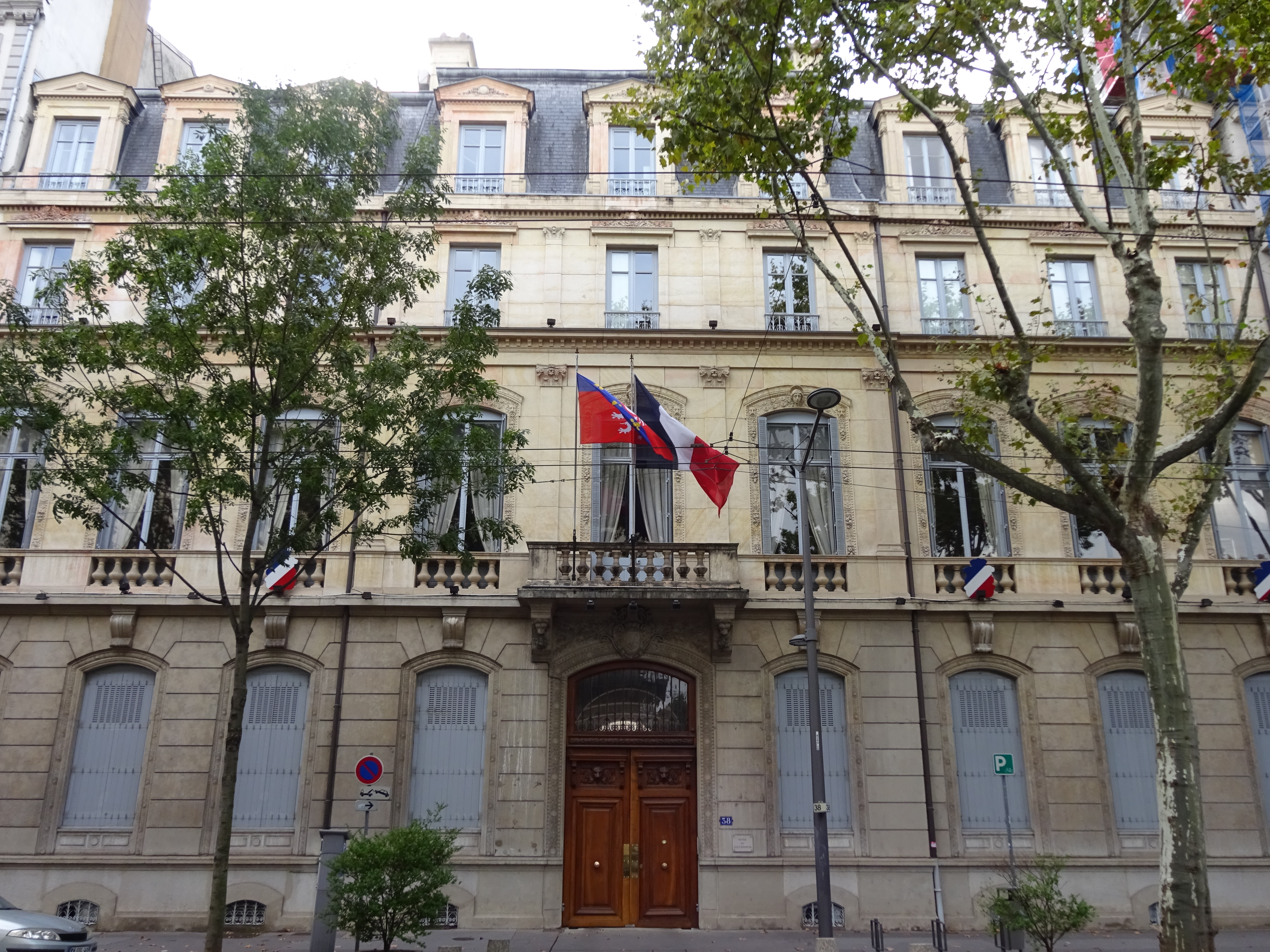
L'hôtel du Gouverneur militaire de Lyon, ancien hôtel Vitta.

  - L'hôtel du Gouverneur militaire de Lyon, ancien hôtel Vitta, 38 avenue Foch à Lyon.
  - maisons rue Grenette, de la Charité, de Vendôme, Mercière et des Remparts-d'Ainay ;
- habitations de campagne à Tarare, Bagnols, Theizé, Beaujeu et Saint-Cyr-au-Mont-d'Or dans le Rhône et à Saint-Jean-le-Vieux[Lequel ?]
- Château Duval aux Ormes, à Saint-Cyr-au-Mont-d'Or, construit de 1880 à 1883[1].

## Distinction
Il est membre de la société académique d'architecture de Lyon en 1862.